# Bolesław Dubicki (profesor)

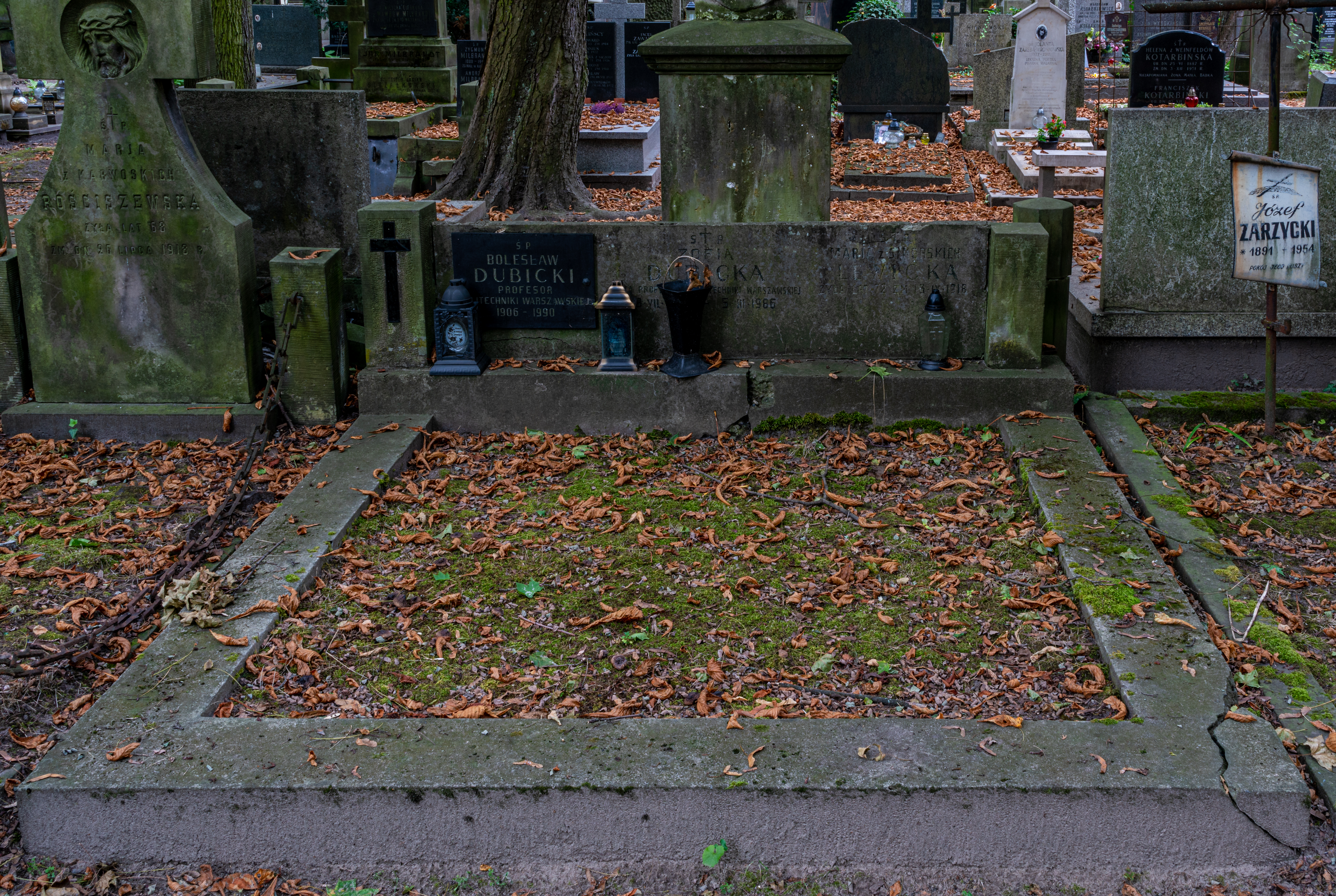
Grób Bolesława Dubickiego na cmentarzu Powązkowskim

Bolesław Dubicki (ur. 18 lutego 1906 w Busku, zm. 19 czerwca 1990 w Warszawie) – polski inżynier mechanik, nauczyciel akademicki Politechniki Warszawskiej, specjalista w zakresie maszyn elektrycznych.

## Życiorys
Do gimnazjum uczęszczał w Piotrkowie Trybunalskim, po jego ukończeniu rozpoczął studia na Wydziale Elektrycznym Politechniki Warszawskiej. W 1928 uzyskał dyplom ukończenia i podjął pracę jako konstruktor w Polskim Towarzystwie Elektrycznym, a następnie w przedstawicielstwie firmy „Brown Boveri”, a później „Siemens”. W 1933 został starszym asystentem w Katedrze Maszyn Elektrycznych i opracował skrypt pt. „Silniki indukcyjne”, równocześnie pracował w Zakładach Elektrycznych „Boye”. Podczas II wojny światowej wykładał w Państwowej Szkole Elektrycznej II stopnia, którą władze okupacyjne utworzyły pod zamknięciu Wyższej Szkoły Technicznej im. Wawelberga i Rotwanda. Od 1942 wykładał w powstałej na miejsce Politechniki Warszawskiej Państwowej Szkole Technicznej, poza legalnymi zajęciami Bolesław Dubicki uczył również na tajnych kompletach. Po zakończeniu działań wojennych przeprowadził się do Łodzi, gdzie objął stanowisko zastępcy profesora na tamtejszej politechnice. W grudniu 1945 przedstawił na Politechnice Warszawskiej przygotowaną pod kierunkiem prof. Konstantego Żórawskiego rozprawę doktorską pt. „Nowa metoda obliczania małych silników komutatorowych prądu zmiennego”. W kwietniu 1946 otrzymał na Politechnice Łódzkiej nominację na profesora nadzwyczajnego, równocześnie dojeżdżał do Warszawy, gdzie na Politechnice Warszawskiej prowadził wykłady i ćwiczenia z zakresu maszyn elektrycznych. W drugiej połowie 1947 powrócił do Warszawy i objął stanowisko kierownika Zakładu Maszyn Elektrycznych w Instytucie Elektrotechniki. W następnym roku został nominowany na profesora nadzwyczajnego i kierownika Katedry Maszyn Elektrycznych Politechniki Warszawskiej, objął też dwuletnią kadencję prodziekana Wydziału Elektrycznego. W 1949 ukazał się pierwszy tom opracowanej przez Bolesława Dubickiego monografii maszyn elektrycznych pt. „Maszyny elektryczne”, nosił on tytuł „Maszyny prądu stałego” (tom drugi „Uzwojenia prądu zmiennego” ukazał się w 1953, a tom trzeci „Silniki indukcyjne” w 1964). W 1952 zrezygnował ze stanowiska kierowniczego w Instytucie Elektrotechniki, pozostał tam w charakterze doradcy. W 1958 został profesorem zwyczajnym, w 1961 powołano go na członka korespondenta, a w 1969 na członka rzeczywistego Polskiej Akademii Nauk. W 1961 należał do grupy założycieli Polskiego Towarzystwa Elektrotechniki Teoretycznej i Stosowanej, któremu przewodniczył w latach 1967–1971 i 1982-1984. Od 1965 kierował Katedrą Maszyn Elektrycznych. Spoczywa na cmentarzu Powązkowskim w Warszawie (kwatera 97, rząd 2, grób 8/9).

## Członkostwo
- zastępca sekretarza Wydziału IV Nauk Technicznych Polskiej Akademii Nauk;
- przewodniczący Komitetu Energetyki i członek Komitetu Elektrotechniki Polskiej Akademii Nauk;
- zastępca przewodniczącego Komisji Głównej Energetyki w Komitecie Nauki i Techniki;
- przewodniczący Sekcji Nauk Technicznych Centralnej Komisji Kwalifikacyjnej do Spraw Kadr Naukowych przy Prezesie Rady Ministrów;
- przewodniczący Rady Naukowej Instytutu Cybernetyki Technicznej Polskiej Akademii Nauk;
- przewodniczący Rady Naukowej Centralnego Ośrodka Badań i Rozwoju Techniki Kolejnictwa,
- przewodniczący Sądu Koleżeńskiego Stowarzyszenia Elektryków Polskich;
- przewodniczący Rady Nadzorczej Izby Rzeczoznawców Stowarzyszenia Elektryków Polskich;
- redaktor naczelny „Archiwum Elektrotechniki”, wydawnictwo Polskiej Akademii Nauk;
- przewodniczący Rady Programowej „Przeglądu Elektrotechnicznego”, wydawnictwo Stowarzyszenia Elektryków Polskich.

## Odznaczenia
- Krzyż Kawalerskim Orderu Odrodzenia Polski;
- Krzyż Komandorski Orderu Odrodzenia Polski;
- Order Sztandaru Pracy II klasy;
- Zasłużony Pracownik Nauki;
- Zasłużony Nauczyciel PRL;
- Złota Odznaka Honorowa SEP;
- Złota Odznaka Honorowa NOT.